# Parlamentswahl in Griechenland 1946
Die Parlamentswahl in Griechenland 1946 fand am 31. März 1946 statt. Sie wurde vom konservativen und überwiegend royalistischen Wahlbündnis Inomeni Parataxis Ethnikofronon (Vereinigtes Lager der Nationalgesinnten) mit einer absoluten Mehrheit der abgegebenen Stimmen von 55,12 % und 206 von 354 Sitzen im griechischen Parlament gewonnen.
Mit ausschlaggebend für die Ausmaße des Sieges war der Wahlboykott der Kommunistischen Partei Griechenlands (KKE). Nach Beobachtungen ausländischer Wahlbeobachter hätten 9 bis 20 % der Wähler sich ihrer Stimme enthalten. Der Wahlausgang führte zu einer Regierung unter Führung der größten konservativ-royalistischen Partei, der Volkspartei (Laiko Komma). Ministerpräsident wurde deren Vorsitzender Konstantinos Tsaldaris.
Parallel zur Wahl am 31. März 1946 begann die sogenannte „dritte Runde“ des griechischen Bürgerkriegs mit dem Angriff der kommunistisch kontrollierten Aufständischen gegen die Polizeistation von Litochoro südlich des Olymps am 30. März 1946.
Die Parlamentswahl fand nach dem einfachen Verhältniswahlrecht statt. Die Wahl wurde unter der Wahlpflicht durchgeführt. Wahlberechtigt waren Männer und Frauen über 18 Jahren für das aktive Wahlrecht.
| Wahlberechtigt | Wahlberechtigt                                                            | Wahlberechtigt                           | 2.000.000 (*) | ---         | ---   | ---      |
| Abgegebene Stimmen | Abgegebene Stimmen                                                        | Abgegebene Stimmen                       | 1.121.696     | ---         | ---   | ---      |
| Wahlbeteiligung | Wahlbeteiligung                                                           | Wahlbeteiligung                          | ---           | 56,09 % (*) | ---   | ---      |
| Gültige Stimmen | Gültige Stimmen                                                           | Gültige Stimmen                          | 1.108.473     | 100,00 %    | ---   | ---      |
| Parlamentssitze | Parlamentssitze                                                           | Parlamentssitze                          | ---           | ---         | 354   | 100,00 % |
| Wahlbündnis | Partei                                                                    | Spitzenkandidat                          | Stimmen       | % Stimmen   | Sitze | % Sitze  |
| Inomeni Parataxis Ethnikofronon (IPE; Vereinigtes Lager der Nationalgesinnten)                                                                    | Laiko Komma (LK; Volkspartei)                                             | Konstantinos Tsaldaris                   | 610.935       | 55,12 %     | 206   | 58,19 %  |
| Inomeni Parataxis Ethnikofronon (IPE; Vereinigtes Lager der Nationalgesinnten)                                                                    | Filelefthero Komma (FK; Nationalliberale Partei)                          | S. Gonnatas                              | 610.935       | 55,12 %     | 206   | 58,19 %  |
| Inomeni Parataxis Ethnikofronon (IPE; Vereinigtes Lager der Nationalgesinnten)                                                                    | Ethniki Politiki Enosis (EPE; Nationale Politische Union)                 |                                          | 610.935       | 55,12 %     | 206   | 58,19 %  |
| Mitte-links-Wahlbündnis | Dimokratiko Sosialistiko Komma (DSK; Demokratische Sozialistische Partei) | Sophoklis Venizelos, Georgios Papandreou | 213.721       | 19,28 %     | 68    | 19,20 %  |
| Mitte-links-Wahlbündnis | Ethniko Enotiko Komma (EEK; Nationale Unionspartei)                       |                                          | 213.721       | 19,28 %     | 68    | 19,20 %  |
| | Filelefthero Komma (FK; Liberale Partei)                                  | Themistoklis Sofoulis                    | 159.525       | 14,39 %     | 48    | 13,55 %  |
| | Ethniko Komma Ellados (EKE; Nationale Partei Griechenlands)               | Napoleon Zervas                          | 66.027        | 5,96 %      | 20    | 5,64 %   |
| | Enosis Ethnikofronen (EEF; Union der Nationalgesinnten)                   | Th. Tourkovasilios, G. Pamboukis         | 32.538        | 2,94 %      | 9     | 2,54 %   |
| | Sonstige und Unabhängige                                                  |                                          | 25.667        | 2,31 %      | 3     | 0,84 %   |
| * Anmerkung: 2.000.000 Wahlberechtigte als Mittel aus 1.850.000 und 2.211.791 Wahlberechtigten (amtliche Angaben fehlen zu den Wahlberechtigten). |                                                                           |                                          |               |             |       |          |

Die Wahlergebnisse wurden insbesondere von der Kommunistischen Partei angezweifelt. Hinweisgebend auf mögliche Manipulationen ist beispielsweise die Tatsache, dass amtliche Angaben über die Anzahl der Wahlberechtigten fehlten. Die nicht-offiziellen Angaben zu dieser Zahl schwankten zwischen 1.850.000 und 2.211.791 Wahlberechtigten.